# 필리스 케네디

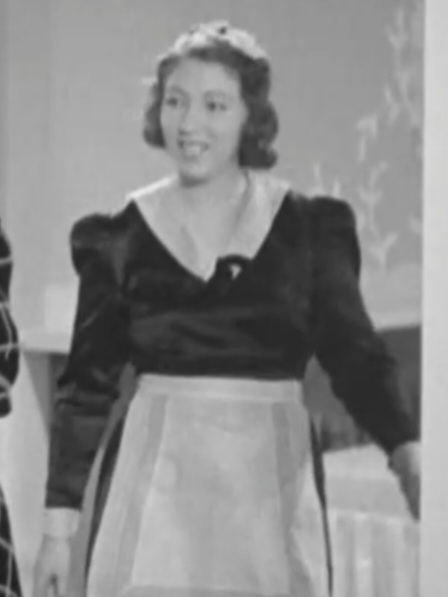

필리스 케네디(Phyllis Kennedy, 1914년 6월 16일~1998년 12월 29일)는 미국의 배우, 모델, 연극 배우, 텔레비전 배우, 영화배우이다.
디트로이트에서 태어났으며 로스앤젤레스에서 사망하였다. 사인은 질병이다.

## 영화
- 네버 스틸 애니씽 스몰(1959년)
- 기브 미 리가드 투 브로드웨이(1948년)
- 리빙 인 어 빅 웨이(1947년)
- 노 리브, 노 러브(1946년)
- 다이아몬드 호슈즈(1945년)
- 쉐인 온 하베스트 문(1944년)
- 헤븐리 바디(1944년)
- 옛날 옛적(1944년)
- 코니 아일랜드(1943년)
- 마이 페이버릿 브론드(1942년)
- 성조기의 행진(1942년)
- 리듬 온 더 리버(1940년)
- 이스트 사이드 오브 헤븐(1939년)
- 러브 어페어(1939년)
- 케어프리(1938년)